# Екстро 3: Прокляття небес
«Екстро 3: Прокляття небес» (англ. Xtro 3: Watch the Skies) — американський фантастичний фільм жахів 1995 року.

## Сюжет
Група військових отримує завдання знищити старий склад з боєприсами на одному безлюдному острові. Прибувши на місце, вони виявляють інопланетянина, який вміє набувати кольору навколишнього середовища. Більшість бійців гине в сутичці з прибульцем. Один солдат зустрічає місцевого відлюдника, якому вдалося зняти на плівку прибуття на острів інопланетян у далекому 1955 році. Разом їм необхідно спробувати врятувати планету.

## У ролях
| Актор               | Роль                  |
| ------------------- | --------------------- |
| Дж. Марвін Кемпбелл | Бібер                 |
| Дуглас Кавано       | Вольф                 |
| Роберт Калп         | майор Гуардіно        |
| Ендрю Дівофф        | капітан Феттерман     |
| Верджіл Фрай        | залишився в живих     |
| Найджел Гіббс       | Смайт                 |
| Деріл Гейні         | рядовий Гендрікс      |
| Джим Генкс          | рядовий Фрідман       |
| Пол Гейес           | містер Аткінс         |
| Андреа Лорен Герц   | капрал Банта          |
| Бріджіт Гоффман     | офіціантка            |
| Сел Ланді           | лейтенант Мартін Кірн |
| Ліза Лондон         | Мелісса Мід           |
| Роберт Мадрид       | Шей                   |
| Карен Монкріфф      | Воткінс               |
| Джинн Морі          | Еріка Штерн           |
| Девід М. Паркер     | рядовий Дермот Рейлі  |
| Аль Руссо           | генерал (1955)        |
| Мартін Шинл         | Біф Аткінс            |
| Джеймс Спінеллі     | Джонсон               |
| Девід Вейнінгер     | Сегал                 |